# Nhóm Russell
Nhóm Russell là một hiệp hội tự lập ra của 24 trường đại học nghiên cứu công lập tại Vương quốc Anh. Tập đoàn có trụ sở tại London và được thành lập vào năm 1994 để đại diện cho lợi ích của các thành viên, chủ yếu là chính phủ và quốc hội; 19 trường đại học nghiên cứu nhỏ của Anh đã thành lập Nhóm 1994 để phản ứng lại, nhưng sau đó nhóm này đã bị giải tán vào năm 2013. Trong năm 2010, các thành viên của nhóm Russell đã nhận được khoảng hai phần ba của tất cả các khoản tài trợ nghiên cứu đại học và thu nhập theo hợp đồng tại Vương quốc Anh. Nhóm này được coi là đại diện cho các trường đại học tốt nhất trong cả nước Anh.
Các thành viên của nhóm Russell đã giành được 60% số lượng bằng tiến sĩ tại Vương quốc Anh, và hơn 30% sinh viên đang theo học tại Vương quốc Anh từ bên ngoài EU. Trong Research Excellence Framework năm 2014, 68% nghiên cứu hàng đầu thế giới (4 *) và 68% nghiên cứu có tác động nổi bật (4 *) được thực hiện tại các trường đại học trong nhóm Russell.
Nhóm Russell được đặt tên như vậy vì cuộc họp không chính thức đầu tiên của nhóm đã diễn ra tại khách sạn Russell ở Quảng trường Russell, Luân Đôn. Các cuộc họp này thường diễn ra ngay trước cuộc họp của Ủy ban Phó Hiệu trưởng và các Hiệu trưởng (nay là tổ chức Universities UK) tại Quảng trường Tavistock gần đó, gần với tòa nhà của Đại học Luân Đôn và đặc biệt gần tòa nhà Thượng viện.

## Lịch sử
Nhóm Russell được thành lập năm 1994 với 17 trường đại học nghiên cứu tại Anh - gồm các trường Birmingham, Bristol, Cambridge, Edinburgh, Glasgow, Đại học Hoàng gia Luân Đôn, Queen Mary, Leeds, Liverpool, Trường Kinh tế Luân Đôn, Manchester, Newcastle, Nottingham, Oxford, Sheffield, Southampton, Đại học London và Warwick. Năm 1998 Đại học Cardiff và Đại học Hoàng đế London cũng gia nhập nhóm. Vào tháng 3 năm 2001, Nhóm Russell quyết định phản đối một lựa chọn ưu tiên cho việc tài trợ cho nền giáo dục đại học trong tương lai, nói rằng các khoản hiến tặng, một dạng đóng góp sau đại học, tài trợ công cộng tăng lên và các khoản phí bằng tiền sẽ vẫn được duy trì như một lựa chọn. Vào tháng 12/2005, nhóm Russell bổ nhiệm Tổng giám đốc làm việc toàn thời gian đầu tiên của mình do kế hoạch mở rộng hoạt động, bao gồm vận hành và tiến hành nghiên cứu chính sách riêng. Vào tháng 11 năm 2006, Đại học Queen ở Belfast được thừa nhận là thành viên thứ 20 của nhóm. Trong cùng tháng Wendy Piatt, lúc đó là Phó giám đốc trong tổ chiến lược của Thủ tướng Chính phủ, đã được công bố là Tổng giám đốc mới và giám đốc điều hành của nhóm.
Vào tháng 3 năm 2012, bốn trường đại học - Durham, Exeter, Đại học Nữ hoàng Mary ở London; và York - được công bố trở thành thành viên của nhóm Russell vào tháng 8 cùng năm. Tất cả các thành viên mới trước đây đều là thành viên của Nhóm 1994 gồm các trường đại học Anh.
Vào tháng 1 năm 2013, nhóm Russell đã thành lập một hội đồng giáo dục để tư vấn cho cơ quan giám sát các kỳ thi tiếng Anh Ofqual về nội dung của A-Levels.

## Thành viên
Nhóm Russell hiện tại có hai mươi bốn thành viên, trong đó có hai mươi trường ở Anh, hai ở Scotland, và một trường ở xứ Wales và một ở Bắc Ireland. Trong số các thành viên ở Anh, năm trường ở Đại Luân Đôn; ba trường ở vùng Yorkshire và Humber; hai trường ở mỗi vùng North East, North West, West Midlands, South West và South East; và một trường từ mỗi vùng East Midlands và East of England. Bốn thành viên của nhóm Russell là các trường đại học cấu thành của Đại học Luân Đôn và một học viện London thứ năm, Imperial College London, là một phần của Đại học London cho đến năm 2007.